# Trostjanycja (okres Mukačevo)
Trostjanycja, česky dříve Trostianice, nebo také Trostěnice, ukrajinskyТростяниця, maďarsky Nádaspatak, je osada obce Puzňakivci, v Kolčynské územní komunitě (ukrajinsky Кольчинська селищна громада), v okrese Mukačevo, v Zakarpatské oblasti Ukrajiny. V roce 2025 zde žilo 179 obyvatel.

## Historie
Před uzavřením Trianonské smlouvy byla ves součástí Uherska. Poté se stala součástí první československé republiky, přičemž příslušný obecní notariát byl v Nových Klenovcích. Od 15. dubna 1939 byla součástí samostatného státu Karpatská Ukrajina; o několik dní později bylo Zakarpatí obsazeno maďarskými vojsky. Od roku 1945 byla součástí Ukrajinské sovětské socialistické republiky, která byla součástí SSSR. Od roku 1991 je součástí samostatné Ukrajiny.

## Osobnosti
- Ilko Hutník (1918-1990), československý voják a železničář